# Leo Kinnunen
Leo Juhani Kinnunen, detto Leksa (Tampere, 5 agosto 1943 – Turku, 26 luglio 2017), è stato un pilota automobilistico finlandese.

## Carriera

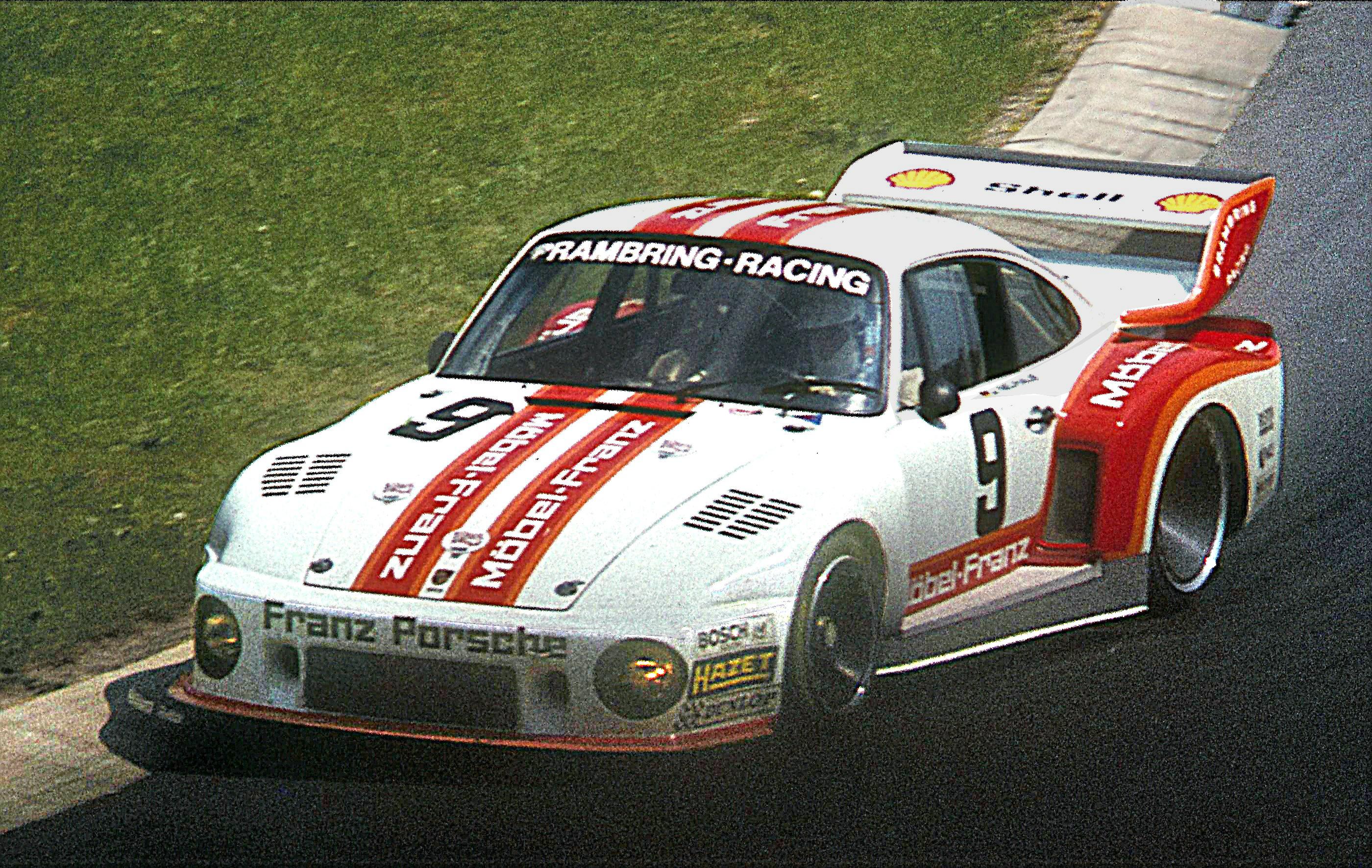
Leo Kinnunen alla guida della Porsche 935 nel 1977

Fu il primo pilota finlandese a debuttare in Formula 1, ma ebbe più successo nei rally e nelle vetture sport. Nonostante i buoni risultati a livello nazionale, in Formula 1 non riuscì mai a concludere una gara, disputando un solo Gran Premio, in Svezia nel 1974 in cui fu costretto al ritiro per la rottura del propulsore, mentre in altre cinque occasioni mancò la qualificazione.
Nel 1970, in coppia con Pedro Rodríguez, arrivò secondo alla Targa Florio su Porsche 908/03.
Nell'11º ed ultimo giro stabilì il record sul giro in 33'36.0", rimasto imbattuto.
Sempre nella stagione 1970, ceduto ''in prestito'' alla scuderia Abarth, arrivò secondo, a soli 3'' e 6 decimi  dal vincitore Arturo Merzario, per l'ultimo Gran Premio del Mugello ''stradale'', cioè la gara su strada toscana molto seguita al tempo, su un tracciato lungo oltre 60 km.
Nell'unico GP di Formula 1 disputato passò alla storia perché fu l'ultimo pilota a correre con un casco "Midget" senza visiera e con gli "occhialoni", ovvero l'equipaggiamento standard dei piloti prima dell'avvento del casco integrale, oltre che il primo pilota finlandese nella massima formula.

## Risultati
Campionato mondiale di Formula 1
| 1974 | Scuderia   | Vettura      |  |  |  |  |    |  |     |  |    |    |  |    |    |  |  | Punti | Pos. |
| ---- | ---------- | ------------ |  |  |  |  | -- |  | --- |  | -- | -- |  | -- | -- |  |  | ----- | ---- |
| 1974 | AAW Racing | Surtees TS16 |  |  |  |  | NQ |  | Rit |  | NQ | NQ |  | NQ | NQ |  |  | 0     |      |

| Legenda | 1º posto     | 2º posto | 3º posto    | A punti         | Senza punti/Non class.  | Grassetto – Pole position Corsivo – Giro più veloce |
| Legenda | Squalificato | Ritirato | Non partito | Non qualificato | Solo prove/Terzo pilota | Grassetto – Pole position Corsivo – Giro più veloce |